# 유럽 고속도로 52호선
유럽 고속도로 52호선(European route E52)은 프랑스 스트라스부르에서 오스트리아 잘츠부르크까지 이어주는 A-클래스급 고속도로로, 총 연장은 554 km이다.

## 경로
- 프랑스
  - 스트라스부르 (E25)
- 독일
  - 켈 - 바덴바덴 - 카를스루에 (E35) - 포르츠하임 - 슈투트가르트 (E41) - 울름 (E43) - 아우크스부르크 - 뮌헨 (E45, E53, E54, E533, E552) - 로젠하임
- 오스트리아
  - 잘츠부르크 (E55, E60, E641)